# Kmetijske in rokodelske novice

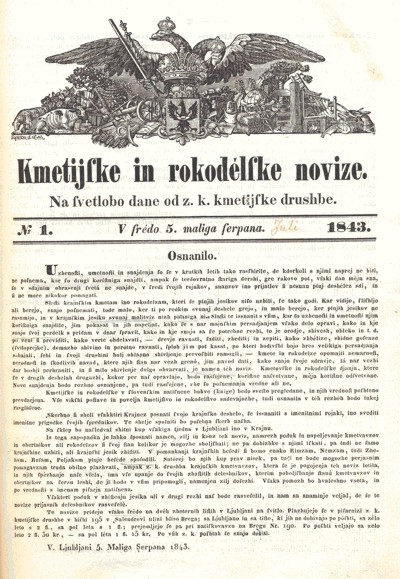
Kmetijske in rokodelske novice, 1. Ausgabe 1843

Kmetijske in rokodelske novice (Landwirtschaftliche und industrielle Neuigkeiten), häufig einfach als Novice bezeichnet, war im 19. Jahrhundert eine slowenischsprachige Zeitung die eine einflussreiche Rolle bei der slowenischen nationalen Wiederbelebung spielte.

## Geschichte
Die Zeitung wurde 1843 von dem konservativen Politiker Janez Bleiweis gegründet, der später zu einem der wichtigsten Führer der slowenischen Nationalbewegung wurde. Zwischen 1843 und 1852 erschien sie wöchentlich, zwischen 1852 und 1857 zweimal wöchentlich, ab 1857 wieder einmal wöchentlich. Sie wurde von Bleiweis bis zu seinem Tod 1881 herausgegeben.
In den ersten beiden Erscheinungsjahren (1843–1844) wurde der Name der Zeitung als Kmetijſke in rokodélſke novice (unter Verwendung des Bohorič-Alphabets) und ab 1845 als Kmetijske in rokodélske novice (unter Verwendung des lateinischen Alphabets von Gaj) geschrieben.
In den frühen 1860er Jahren diente das Organ als Hauptbote der slowenischen Nationalbewegung.
Mit dem Aufstieg der politischen Differenzierung innerhalb des slowenischen Nationalismus Ende der 1860er Jahre und der Gründung zweier rivalisierender Tageszeitungen, der nationalliberalen Slovenski narod (1868) und der nationalkonservativen Slovenec (1873), ging der Einfluss von Novice zurück. Nach der Pluralisierung der Medienszene in den 1880er und 1890er Jahren geriet sie völlig ins Abseits und wurde 1902 eingestellt.

## Bedeutung
Zwischen den 1840er und 1870er Jahren war Novice die einflussreichste Zeitung und zusammen mit der deutschsprachigen Laibacher Zeitung die am weitesten verbreitete Zeitung im Kronland Krain. Die Zeitung war entscheidend für die Entwicklung des Standard-Slowenisch Mitte des 19. Jahrhunderts, einschließlich der Einführung der Gajica, des slowenischen Alphabets in den 1840er Jahren.
Das Manifest von Matija Majar zum Vereinten Slowenien wurde zuerst in der Zeitung veröffentlicht; ebenso das Gedicht Zdravljica von France Prešeren, dessen 7. Strophe später die slowenische Nationalhymne werden sollte. Viele andere bedeutende slowenische Autoren schrieben in den Zeitungen, darunter Fran Levstik, Simon Jenko und Josip Jurčič.